# Marino Carafa di Belvedere
Marino Carafa di Belvedere, italijanski diakon in kardinal, * 29. januar 1764, Neapelj, † 1830.

## Življenjepis
23. februarja 1801 je bil povzdignjen v kardinala in imenovan za kardinal-diakona S. Nicola in Carcere. S tega položaja je odstopil 24. avgusta 1807.